# William Cruickshank
William Cruickshank (... – 1810 o 1811) è stato un chirurgo e chimico scozzese, famoso soprattutto per l'invenzione della pila a truogoli.

## Notizie biografiche
William Cruickshank ricevette un diploma dal Royal College of Surgeons of England il 5 ottobre 1780. Nel marzo 1788 divenne assistente, come chirurgo militare, di Adair Crawford presso la Royal Military Academy di Woolwich, con uno stipendio di £ 30 l'anno. Il 24 giugno 1802 divenne membro della Royal Society.
Nel marzo 1803 si ammalò gravemente, forse a causa di un'esposizione al fosgene che usava nei suoi esperimenti. Nel 1804 andò in pensione. Morì nel 1810 o 1811: secondo i documenti militari morì in Scozia.

## Contributi scientifici

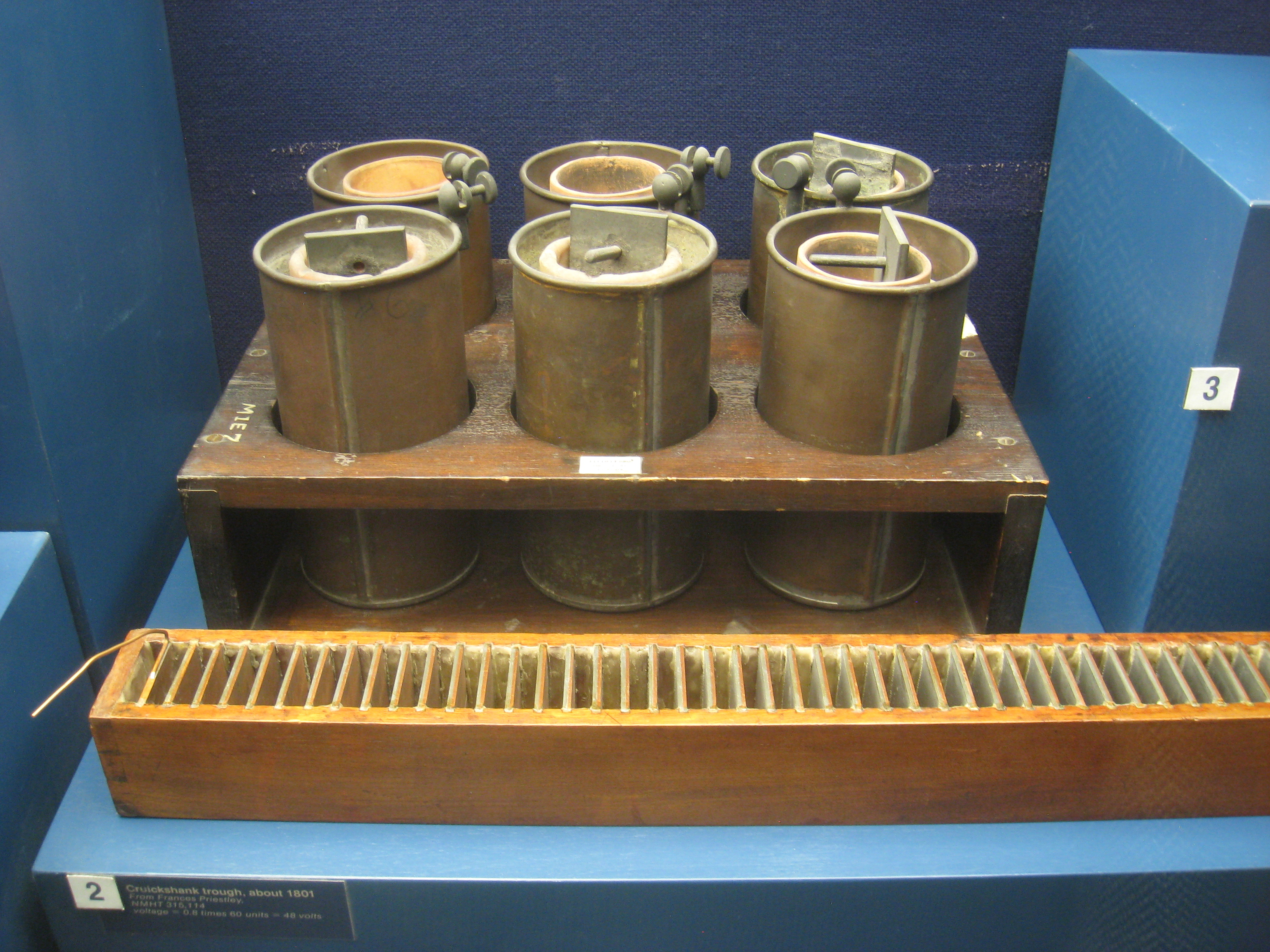
Davanti: pila a trogoli di Cruickshank (1801), posseduta da Joseph Priestley; dietro: pile Daniell (1836).

Intorno al 1801, Cruickshank inventò la pila a trogoli, un miglioramento della pila di Alessandro Volta che consisteva nella disposizione orizzontale del sistema all'interno di una cassetta impermeabilizzata con gommalacca. In questo modo si poteva usare un elettrolita liquido (acido solforico diluito) senza rischi di fuoruscite.
Lavorando insieme al generale chirurgo John Rollo contribuì all'avanzamento delle conoscenze sulla proteinuria. I risultati sono documentati in un capitolo da lui firmato in un libro di Rollo sul diabete.
Alcuni autori attribuiscono a Cruickshank il merito di essere stato il primo a pensare che il minerale stronzianite, trovato vicino al villaggio di Strontian nella contea di Argyll, contenesse una sostanza sconosciuta. Altri autori citano Adair Crawford come scopritore di questa sostanza, in base alla proprietà del minerale di impartire una colorazione rossa a una fiamma. La sostanza sconosciuta fu in seguito isolata da Humphry Davy ed è nota come stronzio.